# Győző Veres
Győző Veres (n. 13 iunie 1936, Berekböszörmény, Berettyóújfalu, Comitatul Bihor, Ungaria – d. 1 februarie 2011, Melbourne, Victoria, Australia) a fost un halterofil ce a reprezentat Ungaria, medaliat olimpic. A participat la 3 ediții ale Jocurilor Olimpice (1960, 1964, 1968) în care a câștigat o medalie de bronz.